# Arnold W. Brunner
Pour les articles homonymes, voir Brunner.
Arnold William Brunner, né à New York (États-Unis) le 25 septembre 1857 et mort dans cette ville le 14 février 1925, est un architecte américain.

## Biographie
Brunner a fait ses études à New York et à Manchester, en Angleterre. Il a fréquenté le Massachusetts Institute of Technology, où il a étudié auprès de William R. Ware. Au début de sa carrière, il a travaillé au bureau d'architecture de George B. Post. Il était membre de l'American Institute of Architects après 1892 et a été nommé par Theodore Roosevelt à la Commission des Commission des beaux-arts des États-Unis à Washington, D.C.. Il a été membre de la Commission de New York Beaux - Arts, l'American Civic Association, le siècle Association, Le club des ingénieurs, les joueurs, le club Cosmos à Washington DC, l'Institut national des arts et des lettres, l’Union Club de Cleveland et plusieurs autres organisations. En 1910, il fut élu membre associé de la National Academy of Design et devint membre à part entière en 1916. Brunner était également connu comme un urbaniste et avait apporté une contribution importante aux plans urbains de Cleveland (Ohio), Rochester (New York), Baltimore (Maryland), Denver (Colorado), Trenton (New Jersey) et Albany (New York). Brunner a été, pendant un court laps de temps, associé à Thomas Tryon en tant que société Brunner & Tryon.

## Œuvres remarquables
Brunner conçut plusieurs bâtiments remarquables, notamment avec Tryon, la congrégation Shearith Israel de 1897, sur Central Park West, à New York, pour abriter la plus ancienne congrégation juive des États-Unis, fondée en 1654. Aucune tentative n'a été faite pour transmettre un vocabulaire "oriental", comme cela se faisait souvent pour d'autres congrégations juives.
Brunner a conçu un pont basculant sur la rivière Maumee à Toledo, dans l'Ohio, qui est toujours utilisé, à savoir le pont Martin Luther King. Brunner a introduit une conception innovante pour maintenir tendues les lignes électriques de tramway, tout en leur permettant d'être soulevées en toute sécurité avec le tablier du pont.

## Galerie

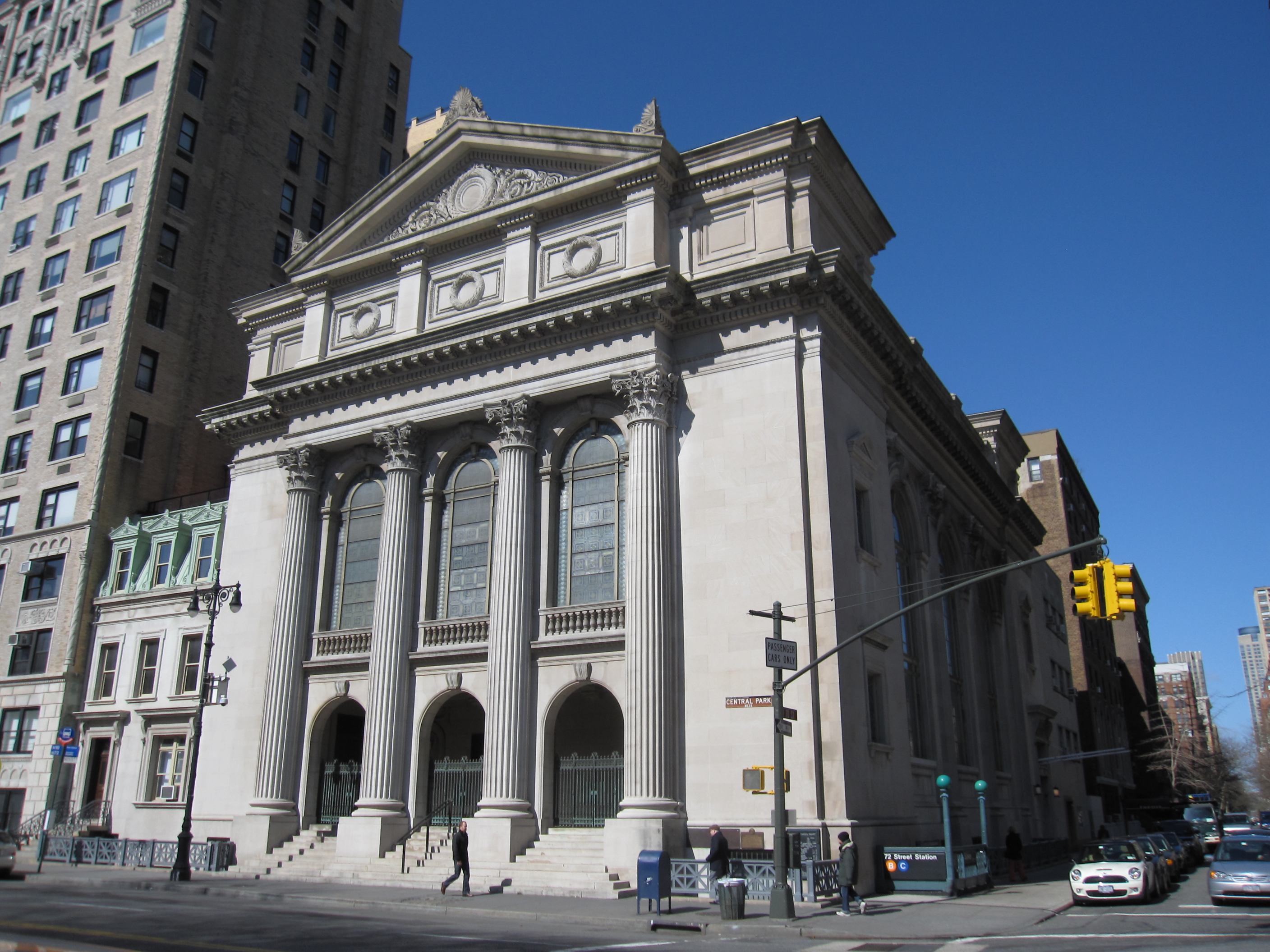
Congrégation Shearith Israël, Central Park West et 70th Street, New York (1897)
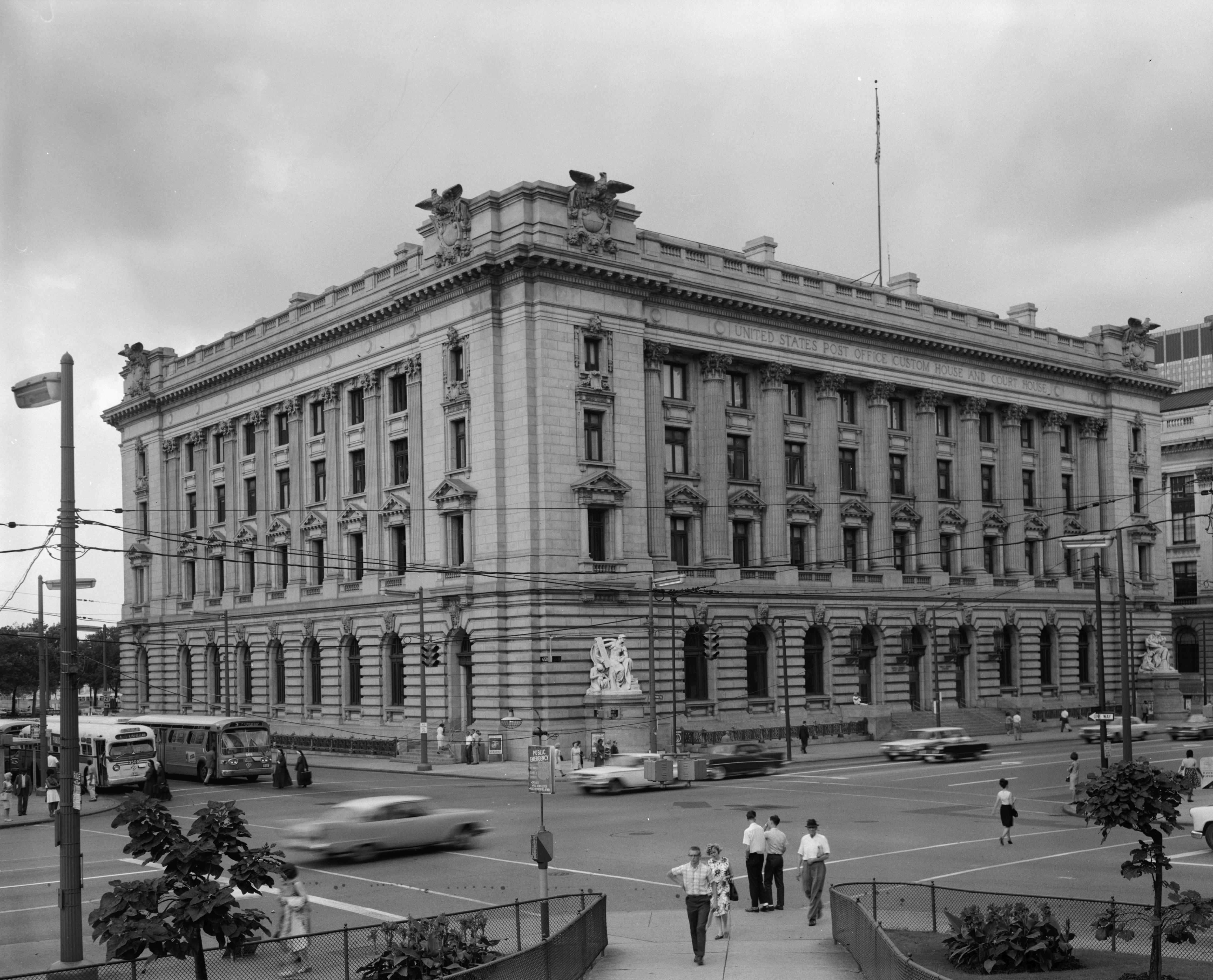
Bâtiment fédéral de 1910 de Brunner au centre-ville de Cleveland, Ohio
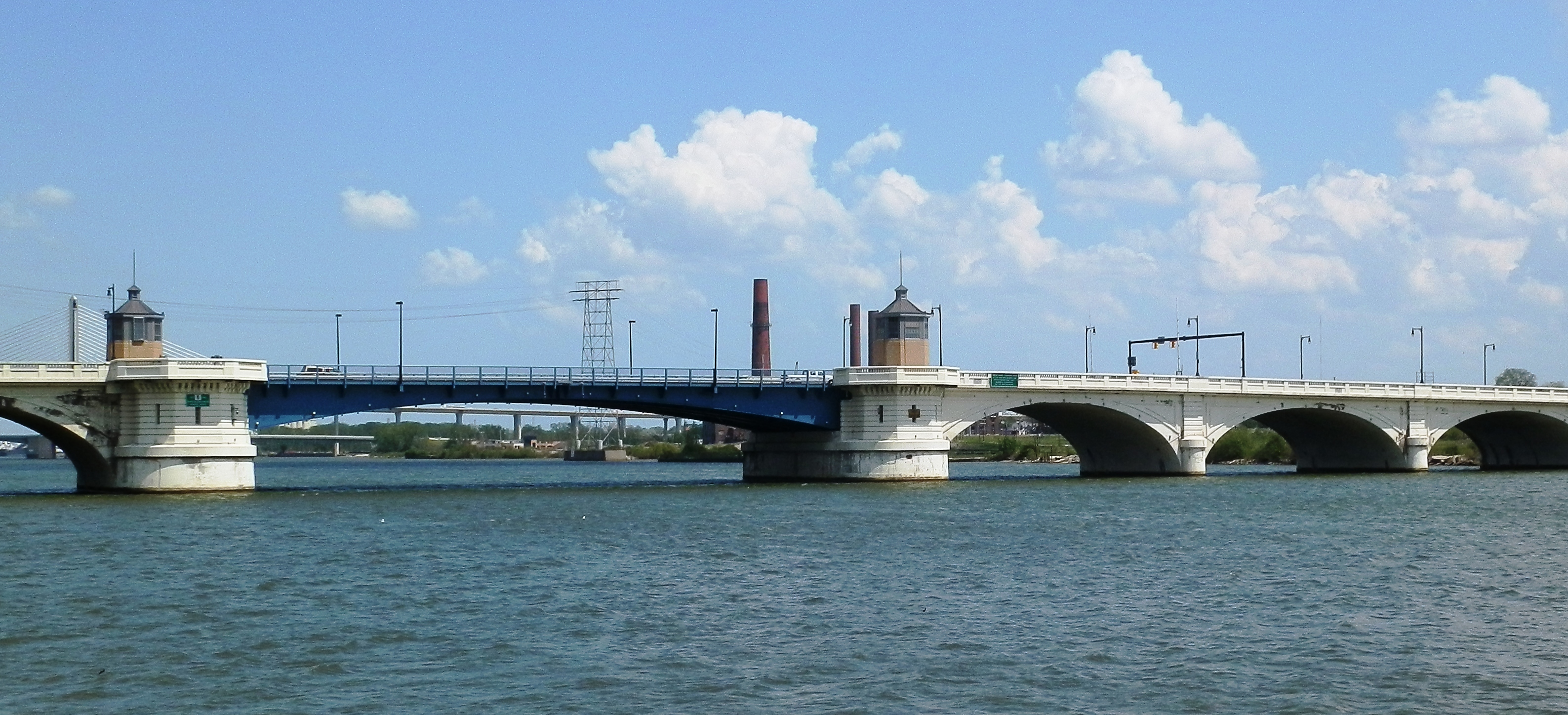
Brunner a conçu ce pont basculant sur la rivière Maumee à Toledo, Ohio
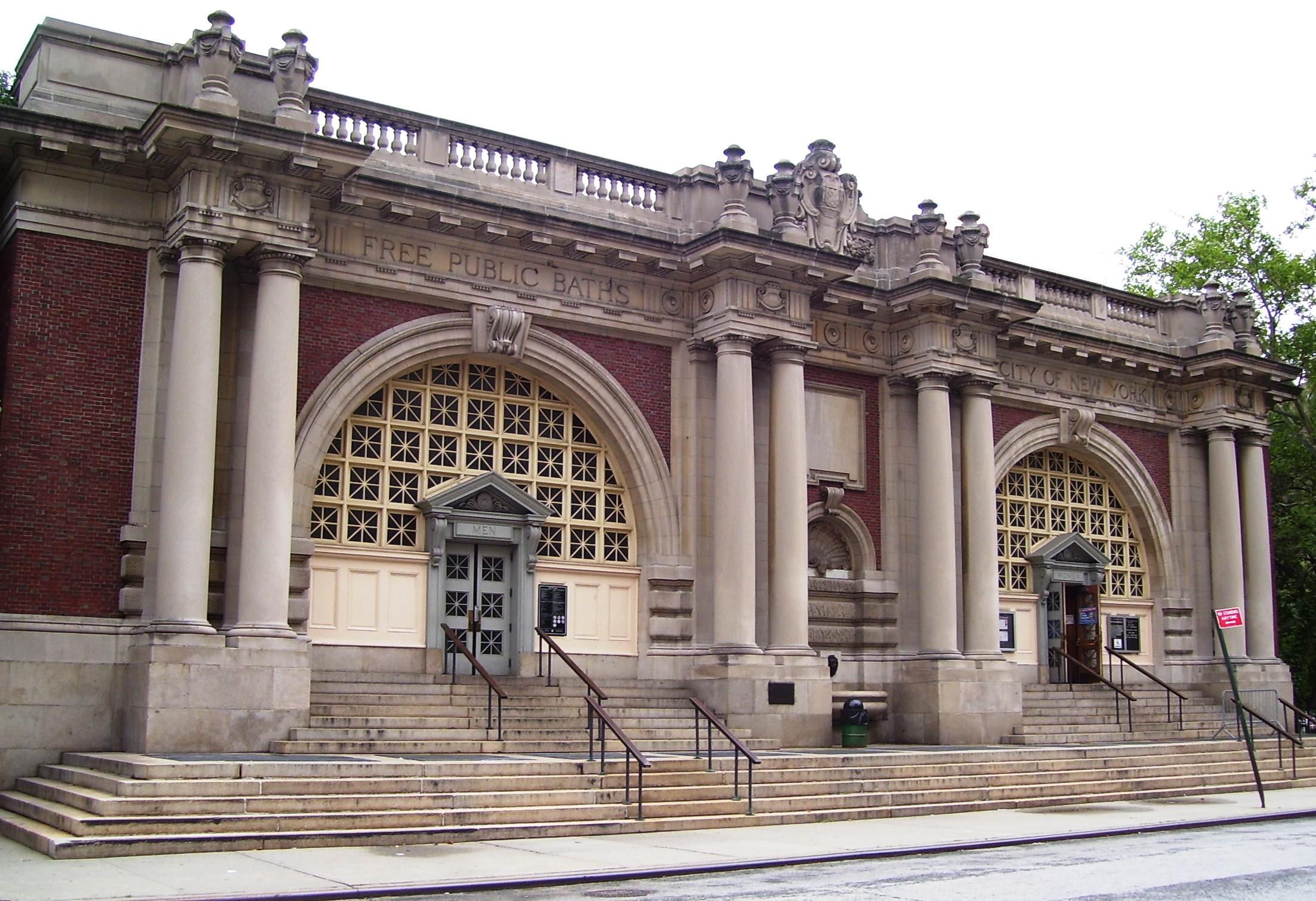
Les bains publics Asser Levy (1904-1906) à Manhattan, Asser Levy Place et 23rd Street, conçus par Brunner avec Martin Aiken